# Cycas basaltica
Cycas basaltica — вид голонасінних рослин класу саговникоподібні (Cycadopsida).
Етимологія: від зростання на базальтовій літології.

## Опис
Стебла деревовиді, 2(4) м заввишки, 15–23 см діаметром у вузькому місці. Листки від сіро-зеленого до темно-зеленого кольору, напівглянсові (при дозріванні), довжиною 80–125 см. Пилкові шишки вузько-яйцевиді, помаранчево-коричневі, довжиною 18–24 см, 7–9 см діаметром. Мегаспорофіли 17–24 см завдовжки, коричнево-повстяні. Насіння плоске, яйцевиде, 27–31 мм завдовжки, 26–30 мм завширшки; саркотеста оранжево-коричнева, сильно вкрита нальотом, 2–3 мм завтовшки.

## Поширення, екологія
Країни поширення: Австралія (Західна Австралія). Зростає в рідколіссі й серед трави й валунів на низьких, скелястих пагорбах. Всі відомі випадки спостереження знаходяться на скелетних червоних або сірих глинах на кам'янистих базальтових схилах.

## Загрози та охорона
Головна загроза це колектори. Зустрічається в охоронних районах.

## Систематика
В деяких джерелах розглядається як синонім Cycas normanbyana F.Muell.